# Transkei
Transkei – bantustan utworzony w 1963 dla ludów Khosa. Formalnie uzyskał niepodległość 26 października 1976. Stolicą bantustanu była Umtata. Transkei powróciło oficjalnie do RPA 27 kwietnia 1994; znajduje się w granicach współczesnej Prowincji Przylądkowej Wschodniej.
Z Transkei pochodzą Nelson Mandela i Thabo Mbeki.

## Informacje ogólne
- Powierzchnia: 43 789 km²
- Ludność: 3,3 mln
- Gęstość zaludnienia: 75 mieszk./km²
- Języki: xhosa, angielski, afrykanerski
- Waluta: rand

## Geografia
- Większość etniczna: plemię Xhosa
- Religie: afrykańskie
- Największe miasta: Gcuwa (dawniej Butterworth), Port Saint-Johns, Tsomo, Engcobo, Mount Fletcher, Flagstaff, The Haven, Coffee Bay
- Najdłuższe rzeki: Great Kei, Bashee, Mtata, Umzimvubu, Mtamvuna
- Najwyższe góry: Góry Smocze
- Port lotniczy: Mthatha
- Klimat: zwrotnikowy

## Prezydenci Transkei
- Botha Sigcau (1976–1978)
- Zwelibanzi Maneli Mabandla (1978–1979)
- Kaiser Daliwonga Matanzima (1979–1986)
- Tutor Nyangelizwe Vulindlela Ndamase (1986–1994)

## Premierzy Transkei
- Kaiser Daliwonga Matanzima (1963–1979)
- George Matanzima (1979–1987)
- Dumnisani Gladstone Gwadiso (tymczasowo) (1987)
- Stella Sigcau (1987)
- Harrington Bantu Holomisa (1987–1994)

## Gospodarka
- Rolnictwo: uprawa kukurydzy, prosa, warzyw, tytoniu; hodowla bydła, owiec i kóz
- Bogactwa naturalne: miedź, nikiel, platyna, tytan, węgiel